# برج اداری میلینیوم
برج اداری میلینیوم (به لاتین: Millennium Office Tower) یک ساختمان در اندونزی است که در جاکارتا واقع شده‌است.